# 브링 홈: 아버지의 땅
《브링 홈: 아버지의 땅》(Pha-sa Bhu-thuk, Bringing Tibet Home)은 인도, 미국, 대한민국에서 제작된 텐진 체탄 초클리 감독의 2013년 다큐멘터리 영화이다. 김민종 등이 주연으로 출연하였다.

## 출연

### 주연
- 김민종
- 텐진 릭돌

## 기타
- 예고편: 조영수
- 예고편: 김익진
- 관객수:15,025 명

※ 출처- KOBIS 영화관 입장권 통합 전산망